# Wig Wam
Wig Wam is een Noorse glamrockband.

## Geschiedenis
Wig Wam komt uit de Noorse provincie Østfold en werd in 2001 opgericht, de bandleden waren al actief in de muziekwereld. Ze werd al snel een van de meest populaire livebands, hun fans worden Wig Wamaniacs genoemd.
In 2005 wonnen ze de Melodi Grand Prix met het lied In my dreams en mochten ze naar het Eurovisiesongfestival voor Noorwegen. Onmiddellijk na de preselectie werd het lied een immense hit in Noorwegen, het was 19 weken lang een van de best verkopende singles en ze stonden drie weken lang op één in de hitparade. Ook in IJsland en Zweden had de groep succes. Op het Eurovisiesongfestival in Kiev kwamen ze als favorieten aan de start, maar uiteindelijk eindigden ze slechts negende.
Een jaar eerder hadden ze ook al meegedaan aan de Noorse preselectie maar toen werden ze derde met het lied Crazy Things, Knut Anders Sørum die gewonnen had keerde met de rode lantaarn terug. Bandleider Glam had in 1998 ook al eens solo aan de preselectie meegedaan onder zijn toenmalige artiestennaam G'sten en was toen ook derde.
In 2014 ging de band uit elkaar, maar kwam in 2019 weer bij elkaar.
De band kreeg extra bekendheid in 2022 toen James Gunn het nummer "Do Ya Wanna Taste It" gebruikte als intromuziek voor de HBO Max-serie Peacemaker. Ook "In My Dreams" wordt gebruikt in de soundtrack van de serie.

## Bandleden
- Glam (Åge Sten Nilsen) — zang
- Teeny (Trond Holter) — gitaar
- Flash (Bernt Jansen) — bas
- Sporty (Øystein Andersen) — drums

## Discografie

### Studioalbums
- 667.. The Neighbour of the Beast / Hard to Be a Rock'n Roller (2004)
- Wig Wamania (2006)
- Non Stop Rock'n'Roll (2010)
- Wall Street (2012)
- Never Say Die (2021)
- Out of the Dark (2023)

### Live-albums
- Live in Tokyo (2007)

### Singles
- Crazy Things* (SmashMusic/Global Music, 2004)
- I Turn To You/Crazy Things (Global Music, 2004)
- Hard to Be a Rock'n'Roller/The Drop (Voices of Wonder/VME, 2004)
- In My Dreams/Out of Time (Voices of Wonder/VME, 2005)
- Bless the Night/Dschengis Khan (live)/Bless the Night video (Voices of Wonder/VME, 2005)
- Gonna Get You Someday/Ballroom Blitz (Voices of Wonder/VME, 2006)
- Daredevil Heat/In My Dreams-Gonna Get You Someday Medley/Gonna Get You Someday video (Voices of Wonder/VME, 2006)
- Bygone Zone (Voices Of Wonder, 2006)
- Do Ya Wanna Taste It (2010)
- Wall Street (2012)